# Acidodontium seminerve
Acidodontium seminerve là một loài rêu trong họ Bryaceae. Loài này được Hook. f. & Wilson mô tả khoa học đầu tiên năm 1846.